# Alain Sénior
Alain Senior (22 mars 1958, Saïda, Algérie) est le rabbin de Créteil depuis 1994. Il est un des dix candidats au poste de Grand-rabbin de France à l'élection du 22 juin 2014, pour remplacer les Grands-rabbins de France par intérim, Michel Gugenheim et Olivier Kaufmann.

## Éléments biographiques
Alain Senior est né le 22 mars 1958, à  Saïda, en Algérie.
Après quelques années d'études en Israël, où il obtient ses diplômes de hautes études rabbiniques, il fait ensuite ses études rabbiniques au Séminaire israélite de France (SIF) dont il sort diplômé rabbin. 
Il est le secrétaire particulier du Grand-rabbin de France Joseph Sitruk. Pendant sa fonction de bras-droit de Joseph Sitruk, il intervient à plusieurs reprises auprès de différents ministères pour des affaires religieuses. Il est aussi auditionné à l'Assemblée nationale au sujet de la loi du port des signes religieux dans les endroits publics. 
Depuis 1994, il est le rabbin de Créteil (Val-de-Marne).
En 2012, il est candidat au poste de Grand-rabbin de Paris.
En 2014, il est un des dix candidats au poste de Grand-rabbin de France pour succéder aux Grands-rabbins de France par intérim, Michel Gugenheim et Olivier Kaufmann, nommés à la suite de la démission forcée de Gilles Bernheim.

## Candidat au poste de Grand-rabbin de Paris en 2012
Le 28 mars 2012 ont lieu les élections pour le Grand rabbinat de Paris. Michel Gugenheim est élu au troisième tour.
Il bénéficie du soutien de Joël Mergui.
Au "premier tour", Michel Gugenheim reçoit 24 voix, le rabbin Chalom Lellouche 9 voix, le rabbin Alain Sénior 5 voix et le rabbin Raphaël Banon 4 voix. Le rabbin Banon se retire.
Au "deuxième tour", Michel Gugenheim ne gagne qu'une voix pour un total de 25, Chalom Lellouche ne progresse pas avec 9 voix et le rabbin Sénior reçoit 3 voix de plus avec 8 voix.
Au "troisième tour", Michel Gugenheim reçoit les 8 voix de Sénior et Lellouche ne progresse pas avec toujours 9 voix. Gugenheim est élu avec 33 voix sur 42 voix, avec 78.57 % des voix contre 21.42 % pour Lellouche.
Michel Gugenheim élu pour 7 ans déclare ne pas briguer un second mandat.

## Candidat au poste de Grand-rabbin de France en 2014
À l'élection du 22 juin 2014, pour le poste de Grand-rabbin de France, Alain Sénior est un des 10 candidats. Les 9 autres candidats sont: Raphaël Banon, Laurent Berros, Bruno Fiszon, Elie Elkiess, Olivier Kaufmann, Haïm Korsia, Yoni Krief, Meïr Malka, et David Shoushana,.
Au moment de l'élection, il ne reste plus que 6 candidats,, les autres s'étant retirés.
Sur les 313 électeurs, seulement 233 sont présents (177 électeurs et 56 suppléants). Au premier tour, seulement 227 suffrages sur 233 et au deuxième tour seulement 228 suffrages sur 233 sont exprimés.
Les résultats du premier tour sont les suivants: Haïm Korsia: 94 voix (41.41%), Olivier Kaufmann: 52 voix (22.90%), Laurent Berros: 41 voix (18.06%), Alain Sénior: 32 voix (14.09%), Meir Malka: 4 voix (1.76%) et David Shoushana: 4 voix (1.76%). 
Haïm Korsia est élu Grand Rabbin de France, au deuxième tour, avec 131 voix (57.45%) contre 97 voix (42.54%) pour Olivier Kaufmann,.

## Décoration
- Chevalier de la Légion d'honneur (2025)[12].